# Macrolabis bedeguariformis
Macrolabis bedeguariformis är en tvåvingeart som först beskrevs av Rudow 1875.  Macrolabis bedeguariformis ingår i släktet Macrolabis och familjen gallmyggor.
Artens utbredningsområde är Tyskland. Inga underarter finns listade i Catalogue of Life.